# Edo Trivković
Edo Trivković (Split, 1964. július 11.–) horvát nemzetközi labdarúgó-játékvezető.

## Pályafutása

### Nemzeti játékvezetés
1994-ben lett hazája legmagasabb labdarúgó osztályának játékvezetője. Hazájában az egyik legjobb játékvezetőnek számít. Az aktív nemzeti játékvezetést 2007-ben befejezte.

#### Nemzeti kupamérkőzések
Vezetett Kupa-döntők száma: 2.

##### Horvát labdarúgókupa
| Időpont         | Helyszín                   | Mérkőzés típusa        | Mérkőzés                           | Eredmény | Nézők száma |
| --------------- | -------------------------- | ---------------------- | ---------------------------------- | -------- | ----------- |
| 2002. május 1.  | Varteksa Stadion, Varaždin | döntő második mérkőzés | Varteks Varaždin–GNK Dinamo Zagreb | 0 – 1    | 8000        |
| 2004. május 19. | Maksimir Stadion, Zágráb   | döntő második mérkőzés | GNK Dinamo Zagreb–Varteks Varaždin | 0 – 0    | 8000        |

#### Nemzetközi játékvezetés
A Horvát labdarúgó-szövetség Játékvezető Bizottsága (JB) terjesztette fel nemzetközi játékvezetőnek, a Nemzetközi Labdarúgó-szövetség (FIFA) 1996-tól tartotta nyilván bírói keretében. Több nemzetek közötti válogatott és klubmérkőzést vezetett. FIFA JB besorolás szerint első kategóriás bíró. A horvát nemzetközi játékvezetők rangsorában, a világbajnokság-Európa-bajnokság sorrendjében többedmagával az 1. helyet foglalja el 9 találkozó szolgálatával. Az aktív nemzetközi játékvezetéstől 2007-ben búcsúzott. Válogatott mérkőzéseinek száma: 13.

#### Világbajnokság
A világbajnoki döntőhöz vezető úton Dél-Koreába és Japánba a XVII., a 2002-es labdarúgó-világbajnokságra és Németországba a XVIII., a 2006-os labdarúgó-világbajnokságra a FIFA JB bíróként alkalmazta.

##### 2002-es labdarúgó-világbajnokság

###### Selejtező mérkőzés
| Időpont           | Helyszín                       | Mérkőzés típusa           | Mérkőzés          | Eredmény | Nézők száma |
| ----------------- | ------------------------------ | ------------------------- | ----------------- | -------- | ----------- |
| 2001. március 24. | Mini-Estadi Stadion, Barcelona | előselejtező (2. csoport) | Andorra–Hollandia | 0 – 5    | 3823        |

##### 2006-os labdarúgó-világbajnokság

###### Selejtező mérkőzés
| Időpont           | Helyszín                     | Mérkőzés típusa           | Mérkőzés           | Eredmény | Nézők száma |
| ----------------- | ---------------------------- | ------------------------- | ------------------ | -------- | ----------- |
| 1967. október 28. | Tofik Bahramov Stadion, Baku | előselejtező (6. csoport) | Azerbajdzsán–Wales | 1 – 1    | 8000        |
| 2005. október 12. | Központi Stadion, Almati     | előselejtező (2. csoport) | Kazahsztán–Dánia   | 1 – 2    | 8050        |

#### Európa-bajnokság
Norvégia rendezte a 2002-es U19-es labdarúgó-Európa-bajnokságot, ahol az UEFA JB bíróként alkalmazta.
| Időpont          | Helyszín                    | Mérkőzés típusa        | Mérkőzés                | Eredmény |
| ---------------- | --------------------------- | ---------------------- | ----------------------- | -------- |
| 2002. július 22. | Nadderud Stadion, Bærum     | selejtező (B. csoport) | Anglia–Németország      | 3 – 3    |
| 2002. július 25. | Marienlyst Stadion, Drammen | selejtező (A. csoport) | Szlovákia–Spanyolország | 1 – 3    |

Három európai-labdarúgó torna döntőjéhez vezető úton Belgiumba és Hollandiába a XI., a 2000-es labdarúgó-Európa-bajnokságra, Portugáliába a XII., a 2004-es labdarúgó-Európa-bajnokságra, valamint Ausztriába és Svájcba a XIII., a 2008-as labdarúgó-Európa-bajnokságra az UEFA JB játékvezetőként foglalkoztatta.

##### 2000-es labdarúgó-Európa-bajnokság

###### Selejtező mérkőzés
| Időpont             | Helyszín                       | Mérkőzés típusa           | Mérkőzés                   | Eredmény | Nézők száma |
| ------------------- | ------------------------------ | ------------------------- | -------------------------- | -------- | ----------- |
| 1999. március 31.   | Köztársasági Stadion, Chișinău | előselejtező (3. csoport) | Moldova–Észak-Írország     | 0 – 0    | 92 370      |
| 1999. szeptember 4. | Tórsvøllur Stadion, Tórshavn   | előselejtező (9. csoport) | Feröer-szigetek–Észtország | 0 – 2    | 2300        |

##### 2004-es labdarúgó-Európa-bajnokság

###### Selejtező mérkőzés
| Időpont          | Helyszín                    | Mérkőzés típusa            | Mérkőzés        | Eredmény | Nézők száma |
| ---------------- | --------------------------- | -------------------------- | --------------- | -------- | ----------- |
| 2003. április 2. | Lokomotiv Stadion, Tbiliszi | előselejtező (10. csoport) | Grúzia–Svájc    | 0 – 0    | 10 000      |
| 1971. február 3. | GSP Stadion, Nicosia        | előselejtező (5. csoport)  | Feröer–Litvánia | 1 – 3    | 2175        |

##### 2008-as labdarúgó-Európa-bajnokság

###### Selejtező mérkőzés
| Időpont           | Helyszín                      | Mérkőzés típusa           | Mérkőzés                           | Eredmény | Nézők száma |
| ----------------- | ----------------------------- | ------------------------- | ---------------------------------- | -------- | ----------- |
| 1967. október 28. | Központi Stadion, Almati      | előselejtező (A. csoport) | Kazahsztán–Lengyelország           | 0 – 1    | 20 000      |
| 2007. november 7. | Lia Manoliu Stadion, Bukarest | előselejtező (G. csoport) | Román labdarúgó-válogatott–Albánia | 6 – 1    | 25 000      |

### Nemzetközi kupamérkőzések
Vezetett Kupa-döntők száma: 1.

#### Magyar labdarúgókupa
Az eddig lejátszott hatvanöt Magyar labdarúgókupa döntőben most fordult elő először, hogy nem hazai játékvezető fújta a sípot.
| Időpont         | Helyszín                       | Mérkőzés típusa | Mérkőzés                    | Eredmény | Nézők száma |
| --------------- | ------------------------------ | --------------- | --------------------------- | -------- | ----------- |
| 2005. május 11. | Sóstói Stadion, Székesfehérvár | döntő           | Ferencvárosi TC–Soproni VSE | 1 – 5    | 4000        |

## Magyar kapcsolat

### Válogatott mérkőzés
| Időpont           | Helyszín                | Mérkőzés típusa     | Mérkőzés           | Eredmény | Nézők száma |
| ----------------- | ----------------------- | ------------------- | ------------------ | -------- | ----------- |
| 2004. április 25. | ZTE Aréna, Zalaegerszeg | válogatott mérkőzés | Magyarország–Japán | 3 – 2    | 7000        |

### NB. I-es mérkőzés
| Időpont         | Helyszín                        | Mérkőzés típusa         | Mérkőzés                  | Eredmény | Nézők száma |
| --------------- | ------------------------------- | ----------------------- | ------------------------- | -------- | ----------- |
| 2004. május 23. | Szusza Ferenc Stadion, Budapest | 31. forduló (rájátszás) | Újpest FC–Ferencvárosi TC | 1 – 0    | 10 000      |